# Julian Savulescu
Julian Săvulescu sau Savulescu (n. 22 decembrie 1963, Melbourne, Victoria, Australia) este un filozof și bioetician australian de origine română. Studiază etica tehnologiilor de ultimă generație. Este director al Centrului de Etică Practică de la Universitatea Oxford. Savulescu este considerat a fi printre cei mai de seamă gânditori în privința eticii inteligenței artificiale, a geneticii și a neuroeticii.